# Erythrocercus
Az Erythrocercus a madarak osztályának verébalakúak (Passeriformes) rendjébe és az Erythrocercidae családba tartozó egyedüli nem. Korábban a császárlégykapó-félék (Monarchidae) vagy a Cettiidae családba sorolták.

## Rendszerezés
A nembe az alábbi 3 faj tartozik:.
- Erythrocercus mccallii
- Erythrocercus holochlorus
- Erythrocercus livingstonei